# Анальгетики

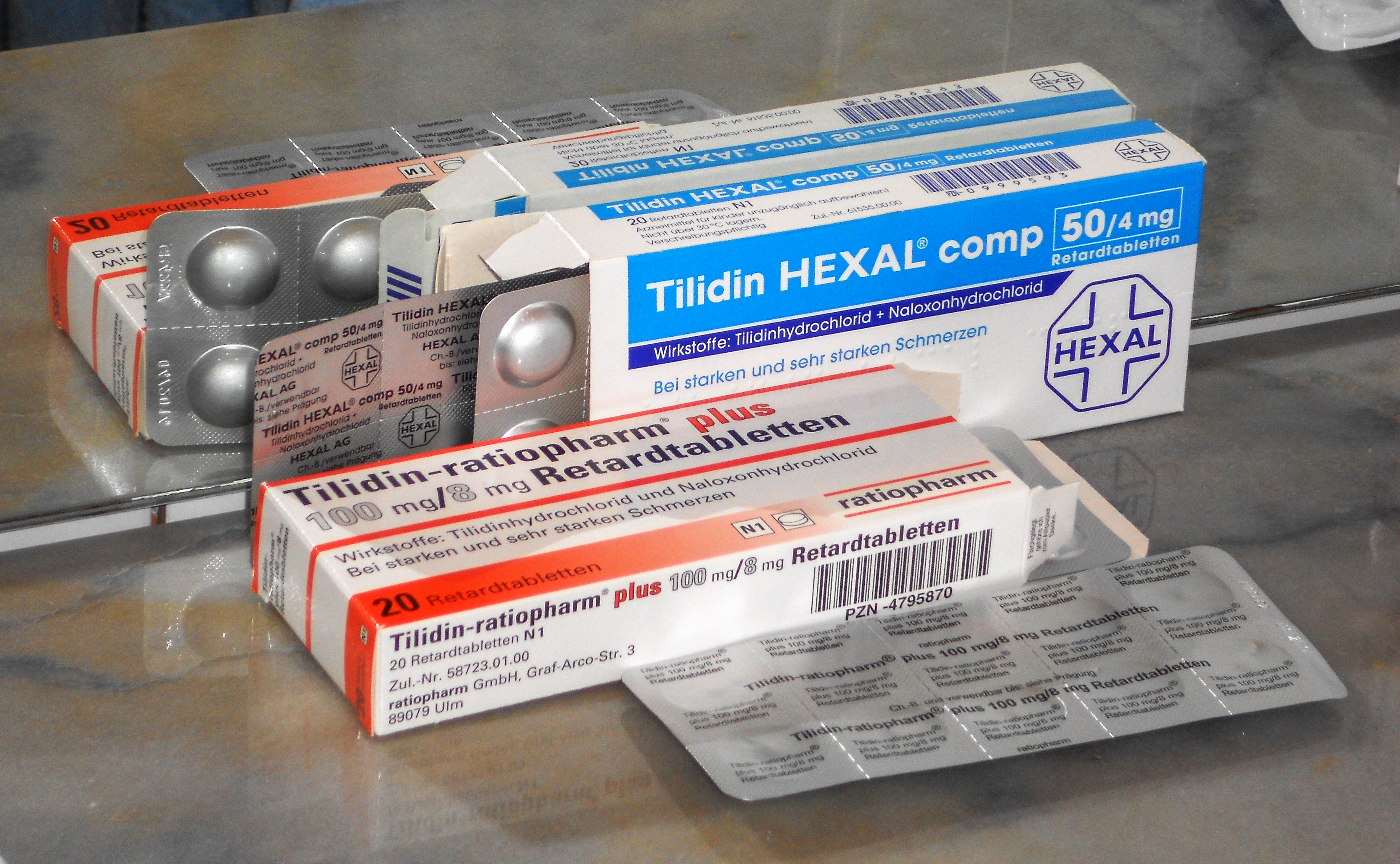
Анальгетики

Анальгетики або знеболювальні — це препарати, які мають специфічну здатність усувати відчуття болю або послаблювати його. Це речовини, головним ефектом яких є анальгезія, яка виникає унаслідок резорбтивної дії та не супроводжується в терапевтичних дозах виходом людини зі стану притомності та вираженим порушенням рухових функцій. Опіоїди знижують сприйняття болю й ефективні для пригнічення «глибокого» внутрішнього болю. Неопіоїдні знеболювальні, такі як нестероїдні протизапальні препарати (наприклад, аспірин, парацетамол тощо), знижують м'язово-кістяковий біль та перешкоджають запаленню м'яких тканин.

## Історія
До появи сучасних анальгетиків для полегшення болю використовували різні методи: наприклад, під час операцій знеболювали алкоголем, скополаміном, опіумом та індійською коноплею. У крайніх випадках вдавалися і до дій, що суперечать медицині: застосування грубої сили, наприклад, удар по голові, що призводив до втрати свідомості, або часткове удушення для досягнення того ж ефекту.
У народній медицині для зняття жару та болю використовували кору верби. Пізніше було виявлено, в корі верби міститься речовина саліцин, яка при гідролізі перетворюється на саліцилову кислоту, що має протизапальну та знеболювальну дію.
Ацетилсаліцилова кислота була синтезована ще в 1853 році, накопичилися дані щодо її ефективності при артриті та хорошій переносимості. З того часу було синтезовано багато різних знеболювальних засобів.

## Класифікація
Анальгетики зазвичай класифікують за механізмом дії.

### НПЗП
Нестероїдні протизапальні препарати (зазвичай скорочено НПЗП) — це клас лікарських засобів, який включає препарати, що зменшують біль і знижують температуру, а у високих дозах зменшують запалення.Найвідоміші з цієї групи препаратів —, аспірин, ібупрофен і напроксен — доступні без рецепта в більшості країн.
Парацетамол (ацетамінофен), також відомий як ацетамінофен або APAP, є препаратом, який використовують для зменшення болю та гарячки. Зазвичай його використовують для зменшенняяи легкого та помірного болю. У поєднанні з опіоїдними знеболюючими препаратами парацетамол використовують й для сильнішого болю, такого як біль при раку та після операції. Зазвичай його використовують всередину або ректально, але також доступний внутрішньовенно. Ефект триває від двох до чотирьох годин. Парацетамол класифікується як легкий анальгетик.[джерело?] Парацетамол, як правило, безпечний у рекомендованих дозах.

#### Інгібітори ЦОГ-2
Ці препарати були отримані з НПЗП. Циклооксигеназу інгібують НПЗЗ, виявлені принаймні дві різні версії: СОХ-1 і СОХ-2. Дослідження показали, що більшість несприятливих ефектів НПЗП опосередковуються шляхом блокування ферменту ЦОГ-1 (конститутивного), а анальгетичний ефект опосередковується ферментом ЦОГ-2 (індуцибельним). Таким чином, інгібітори ЦОГ-2 були розроблені для інгібування лише ферменту ЦОГ-2 (традиційні НПЗП блокують обидві версії взагалі). Ці препарати (такі як рофекоксиб, целекоксиб і еторикоксиб) є однаково ефективними анальгетиками порівняно з НПЗП, при цьому, зокрема, спричинюють менше шлунково-кишкових кровотеч.
Після широкого застосування інгібіторів ЦОГ-2 було виявлено, що більшість препаратів цього класу збільшують ризик серцево-судинних подій в середньому на 40 %. Це призвело до відміни рофекоксибу та вальдекоксибу та попереджень щодо інших. Еторикоксиб виглядає відносно безпечним, з ризиком тромботичних подій, подібним до ризику диклофенаку.

### Алкоголь
Алкоголь має біологічні, психічні та соціальні ефекти, які впливають на наслідки вживання алкоголю від болю. Помірне вживання алкоголю може зменшити певні види болю за певних обставин.
Більшість його знеболювальних ефектів походить від антагонізації рецепторів NMDA, подібно до кетаміну, таким чином знижуючи активність первинного збудливого (підсилювального сигнал) нейромедіатора глутамату. Він також функціонує як знеболювальний засіб меншою мірою, підвищуючи активність первинного гальмівного (знижувального сигналу) нейромедіатора, ГАМК.
Також було помічено, що спроби вживання алкоголю для лікування болю призводять до негативних наслідків, включаючи надмірне вживання алкоголю та розлад, пов'язаний із вживанням алкоголю.

### Канабіс
Канабіс, або медична марихуана, належить до канабісу або його канабіноїдів, що використовуються для лікування захворювань або полегшення симптомів. Існують дані, які свідчать про те, що канабіс можна використовувати для лікування хронічного болю та м'язових спазмів, а деякі дослідження вказують на його ефективність у полегшенні невропатичного болю.

### Опіоїди
Препарати групи опіоїдів розглядаються «індивідуально» попри їх групову спорідненість.
Архетиповий опіоїд морфін та інші опіоїди (наприклад, гідрокодон, дигідроморфін, кодеїн, оксикодон, петидин) мають приблизно однаковий вплив на проведення больового сигналу. Бупренорфін є частковим агоністом μ-опіоїдних рецепторів, тоді як трамадол є селективним інгібітором зворотного захоплення серотоніну і норадреналіну (СІЗЗСіН) зі слабкими властивостями агоніста μ-опіоїдних рецепторів. Трамадол структурою ближчий до венлафаксину, ніж до кодеїну і забезпечує знеболювання, не тільки за рахунок «опіоїдного» ефекту (через помірний агонізм мю-рецепторів), але й за рахунок дії як слабкий, але швидкодієвий агент, який вивільняє серотонін, та інгібітор зворотного захоплення норадреналіну. Тапентадол, який має деяку структурну подібність з трамадолом, є новим препаратом, що має два (і, можливо, три) різних способи дії — як традиційний опіоїд і як інгібітор зворотного захоплення норадреналіну.
Причинно-наслідковий зв'язок не зовсім зрозумілий, але препарати класу ІЗЗН у поєднанні з опіоїдами (особливо тапентадолом і трамадолом) успішно застосовуються для полегшення болю.
Дозування всіх опіоїдів може бути обмежене через опіоїдну токсичність (сплутаність свідомості, пригнічення дихання та міоз), міоклонічні судоми (трамадол), але пацієнти з толерантністю до опіоїдів зазвичай мають вищі межі дозування. Опіоїди, хоча і є дуже ефективними анальгетиками, можуть мати деякі неприємні побічні ефекти. Пацієнти, які починають приймати морфін, можуть відчувати нудоту і блювоту (зазвичай полегшуються коротким курсом протиблювотних засобів, таких як фенерган). Свербіж може вимагати переходу на інший опіоїд. Пацієнти, які приймають опіоїди, часто страждають від закрепів і зазвичай отримують супутні ліки для полегшення закрепів (лактулозу, макрогол або кодантрамер).
При належному застосуванні опіоїди та інші центральні анальгетики є безпечними та ефективними; однак існують ризики, такі як звикання організму до препарату (толерантність). Толерантність означає, що часте вживання препарату може призвести до зниження його ефекту. Якщо це безпечно, для підтримки ефективності може знадобитися збільшення дозування, що особливо актуально для пацієнтів, які страждають від хронічного болю і потребують знеболення протягом тривалого періоду часу. Толерантність до опіоїдів часто знижується за допомогою ротаційної терапії, під час якої пацієнт регулярно перемикається між двома або більше неперехресно толерантними опіоїдними препаратами, щоб уникнути перевищення безпечних доз, намагаючись досягти адекватного знеболення, оскільки опіоїди та інші наркотичні анальгетики з часом можуть спричинити звикання, що змушує пацієнта або потерпілого збільшувати дозу препарату для зменшення болю, з потенційним ризиком небезпечного для життя передозування.
Толерантність до опіоїдів не слід плутати з гіпералгезією, викликаною опіоїдами. Симптоми цих двох станів можуть бути дуже схожими, але механізм дії відрізняється. Опіоїдна гіпералгезія виникає, коли вплив опіоїдів посилює відчуття болю (гіпералгезія) і навіть може зробити больовими не больові подразники (алодинія).

### Комбінації
Анальгетики часто використовують у комбінації, наприклад парацетамол та кодеїн, які містяться в багатьох знеболювальних без рецепта. Вони також можуть бути знайдені в комбінації із судинозвужувальними препаратами, такими, як псевдоефедрин для синусового про пов'язаних препаратів, або з антигістамінними препаратами для людей, які страждають алергією.
Хоча стверджувалося, що застосування парацетамолу, аспірину, ібупрофену, напроксену та інших НПЗП з опіатами слабкого та середнього діапазону (приблизно до рівня гідрокодону) демонструє сприятливий синергетичний ефект шляхом боротьби з болем у багатьох місцях дії. Було показано[хто?], що деякі комбіновані знеболювальні продукти мають незначні переваги в порівнянні з подібними дозами окремих компонентів. Більше того, ці комбіновані анальгетики часто можуть призводити до значних побічних явищ, включаючи випадкові передозування, найчастіше через плутанину, яка виникає через безліч (і часто недієвих) компонентів цих комбінацій.

### Альтернативна медицина
Вважається, що деякі методи альтернативної медицини можуть полегшувати деякі види болю ефективніше, ніж плацебо. Наявні дослідження свідчать про те, що для кращого розуміння ефективності нетрадиційної медицини потрібні подальші дослідження.

### Інші ліки
Нефопам — інгібітор зворотного захоплення моноамінів і модулятор кальцієвих і натрієвих каналів — також схвалений для лікування помірного та сильного болю в деяких країнах.
Флупіртин — засіб, який відкриває K+ канали центральної дії зі слабкими властивостями антагоніста NMDA. Його використовували в Європі для лікування помірного та сильного болю, а також його властивості діяти на мігрень та розслаблення м'язів. Він не має значних антихолінергічних властивостей і, як вважають, не впливає на рецептори дофаміну, серотоніну або гістаміну. Він не породжує звикання, і толерантність зазвичай не розвивається.
Циконотид, потужний блокатор вольтажзалежних кальцієвих каналів N-типу, вводиться інтратекально для полегшення сильного болю, зазвичай пов'язаного з раком.

### Ад'юванти
Ад'юванти також використовують для лікування болю. І антидепресанти першого покоління (наприклад, амітриптилін), і новіші антидепресанти (наприклад, дулоксетин) використовують разом з НПЗП та опіоїдами для лікування болю, пов'язаного з пошкодженням нервів та подібних проблем. Інші засоби безпосередньо підсилюють дію анальгетиків, наприклад, використання гідроксизину, прометазину, каризопродолу або трипеленаміну для збільшення знеболювальної здатності даної дози опіоїдного анальгетику.
До допоміжних анальгетиків, які також називають атиповими анальгетиками, належать орфенадрин, мексилетин, прегабалін, габапентин, циклобензаприн, гіосцин (скополамін) та інші препарати, які володіють протисудомними, антихолінергічними та/або спазмолітичними властивостями, а також з багатьма іншими властивостями CNS. Ці препарати використовують разом з анальгетиками для модуляції та / або модифікації дії опіоїдів при застосуванні проти болю, особливо нейропатичного походження.
Було відзначено, що декстрометорфан уповільнює розвиток і повертає толерантність до опіоїдів, а також надає додаткову анальгезію, діючи на NMDA-рецептори, як і кетамін. Деякі анальгетики, такі як метадон і кетобемідон і, можливо, піритрамід мають внутрішню дію NMDA.
Високоалкогольний алкогольний напій, дві форми якого були знайдені у фармакопеї США до 1916 року та широко використовували лікарі аж до 1930-х років, у минулому використовували як засіб для притуплення болю через пригнічучу дію на ЦНС як от етиловий алкоголь, яскравим прикладом чого є Громадянська війна в США. Однак здатність алкоголю знімати сильний біль, ймовірно, поступається багатьом анальгетикам, які використовують сьогодні (наприклад, морфіну, кодеїну). Тому загалом ідея алкоголю для знеболення вважається примітивною практикою практично у всіх промислово розвинених країнах сьогодні.
Протисудомний препарат карбамазепін використовують для лікування нейропатичного болю. Аналогічно, габапентиноїди габапентин і прегабалін призначаються для лікування невропатичного болю, а фенібут відпускається без рецепта. Габапентиноїди діють як блокатори α2δ-субодиниць вольтажзалежних кальцієвих каналів, а також мають інші механізми дії. Всі габапентиноїди є протисудомними засобами, які найчастіше використовують для лікування невропатичного болю, оскільки механізм їх дії має тенденцію пригнічувати больові відчуття, що походять від нервової системи.

## Види
За хімічною природою, характером і механізмами фармакологічної дії сучасні анальгетики поділяються на дві основні групи:
1. Наркотичні анальгетики, які включають морфін і споріднені алкалоїди (опіати) та синтетичні сполуки з опіоїдоподібними властивостями (опіоїди).
За походженням наркотичні анальгетики поділяються на 3 групи:
1. Наркотичні анальгетики природного походження: морфіну гідрохлорид.
2. Напівсинтетичні наркотичні анальгетики: бупренорфін, героїн, дигідроморфон, еторфін, морфінон(інші мови).
3. Синтетичні наркотичні анальгетики: алфентаніл, реміфентаніл, суфентаніл, фентаніл.

За дією на опіатні рецептори розрізняють наркотичні анальгетики: 
I. Агоністи опіатних рецепторів:
1. Препарати опію: кодеїн, морфін, Омнопон.
2. Синтетичні засоби:
  - похідні піперидину: тримеперидин, фентаніл;
  - похідні фенантрену: буторфанол, трамадол;
  - похідні бензоморфану(інші мови): пентазоцин.

II. Агоністи-антагоністи (буторфанол), (налбуфін) та часткові агоністи (бупренорфін) опіатних рецепторів.
III. Антагоністи опіатних рецепторів: налоксон, налтрексон.
2. Ненаркотичні (неопіоїдні) анальгетики (до них належать препарати п'яти фармакологічних груп):
- нестероїдні протизапальні препарати (НПЗП):
  - Селективні інгібітори ЦОГ-1: низькі дози аспірину.
  - Неселективні інгібітори ЦОГ-1 і ЦОГ-2: аспірин, декскетопрофен, диклофенак, кеторолак, етодолак, ібупрофен, індометацин, кетопрофен, метамізол, напроксен, парацетамол, піроксикам.
  - Селективні інгібітори ЦОГ-2: мелоксикам, німесулід.
  - Специфічні інгібітори ЦОГ-2: целекоксиб.
- селективні інгібітори циклооксигенази-2 (ЦОГ-2);
- похідні піразолону;
- похідні параацетамінофенола;
- флупіртин.

## Характеристика
Тип болю впливає на вибір анальгетичного засобу (або декількох) певних фармакологічних груп в залежності від патогенезу больового синдрому. Виділяють ноцицептивну і нейропатичну / патологічну біль. Ноцицептивний біль пов'язаний з роздратуванням периферичних нервових закінчень — ноцицепторів, при наявності вогнища пошкодження або патологічного процесу в тканинах або органах, що супроводжується порушенням клітинних мембран і виділенням периферичних медіаторів болю і запалення (простагландини і кініноподібним пептиди).

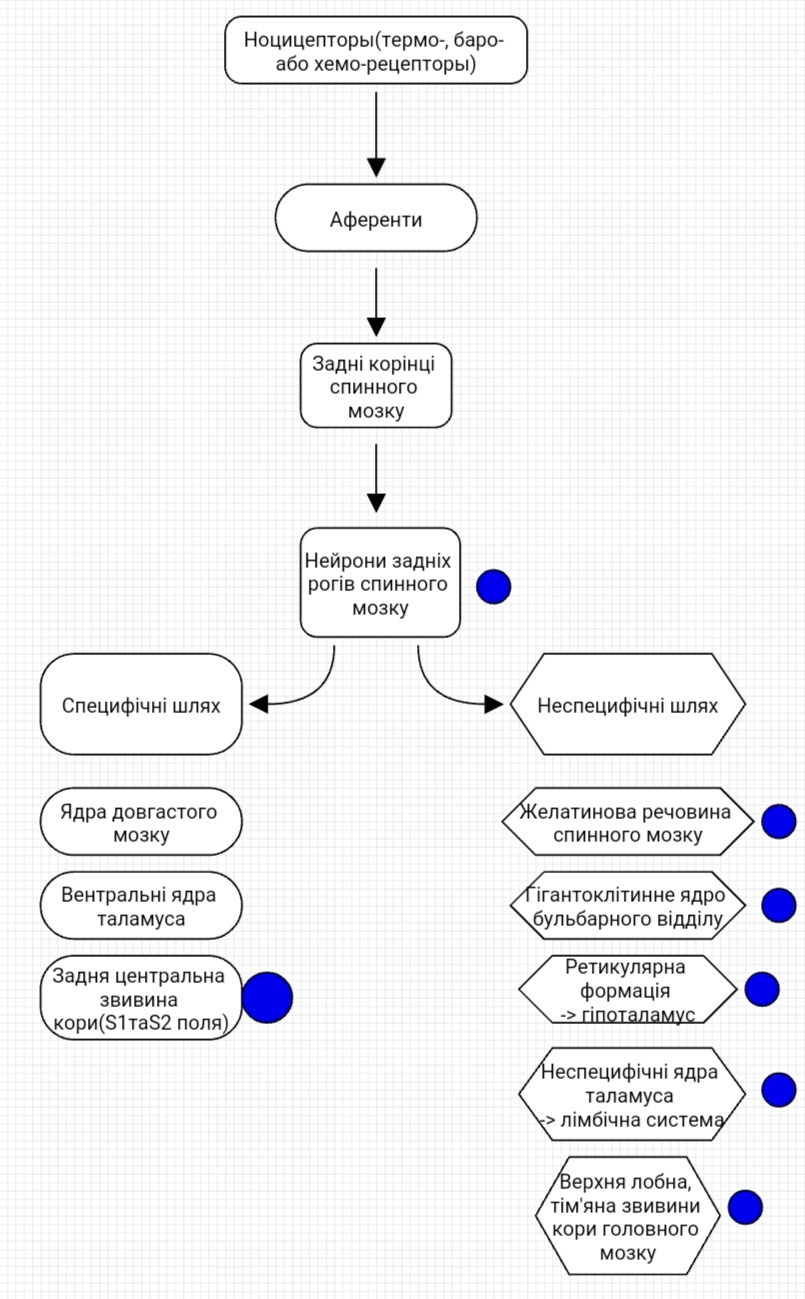
Схема виникнення ноцицептивної системи в тілі людини. Синім кольором позначено місця дії наркотичних анальгетиків.

Біль цього типу піддається дії традиційних неопіоідних і опіоїдних анальгетиків. Нейропатичний біль формується на тлі персистуючого больового вогнища в результаті наростаючого перезбудження або пошкодження периферичних і / або центральних больових структур і характеризується особливо тяжкими больовими відчуттями і розладами різних видів чутливості. В основі нейропатичного болю лежать складні механізми: порушення функціонування нейрональних іонних каналів, перезбудження нейронів за рахунок надлишкового надходження іонів Са2+, простагландинів; звільнення в спінальних больових структурах особливих больових нейротрансмітерів.
Нестероїдні протизапальні препарати (НПЗП): існує такий фермент, як циклооксигеназа, він відповідає за метаболізм арахідонової кислоти, з якої утворюються простагландини чи тромбоксан — головні винуватці запальних реакцій. Отож, якщо інгібувати цей фермент, то відповідно медіаторів запалення буде значно менше. Й саме запалення зменшиться, а судини не будуть розширюватись у вогнищі запалення. Набряк спаде. а біль вщухне. Крім протизапального ефекту, НПЗП здатні пригнічувати больову імпульсацію в корі головного мозку.
| 1. Сильна аналгетична активність, що забезпечує можливість їхнього використання як високоефективних болезаспокійливих засобів у різних областях медицини, особливо при травмах (операційні втручання, поранення тощо) і при захворюваннях, які супроводжуються вираженим больовим синдромом (злоякісні новоутворення, інфаркт міокарда та ін.). |
| 2. Особливий вплив на ЦНС людини, що виражається в розвитку ейфорії і появу при повторному застосуванні синдромів психічної і фізичної залежності (наркоманії), що обмежує можливість тривалого застосування цих препаратів. |
| 3. Розвиток хворобливого стану (абстинентного синдрому) у осіб, у яких розвинувся синдромом фізичної залежності при позбавлення їх анальгетического препарату. |
| 4. Зняття спричинених ними гострих токсичних явищ (пригнічення дихання, порушень серцевої діяльності тощо), А також анальгетичного ефекту специфічними антагоністами (наприклад, налоксон). |

При повторному застосуванні наркотичних анальгетиків зазвичай розвивається звикання (толерантність), тобто ослаблення дії, коли для отримання анальгезуючого ефекту потрібні все вищі дози препарату.
Дія наркотичних анальгетиків не обмежується болезаспокійливу ефектом. У тій чи іншій мірі вони надають снодійне дію, пригнічують дихання і кашльовий рефлекс, підвищують тонус кишки і сечового міхура, можуть спричинити нудоту, блювання, запор та інші побічні явища.
У зв'язку з вираженим наркогенним потенціалом (здатністю спричинити синдром залежності) і пов'язаними з ним суттєвими зрушеннями в діяльності ЦНС і інших систем організму все наркотичні анальгетики підлягають зберіганню, призначенням та відпуску з аптек згідно особливими правилами.
За вираженості аналгетичної дії і побічних ефектів різні препарати цієї групи різняться між собою, що пов'язано з особливостями їх хімічної структури і фізико-хімічними властивостями і відповідно зі взаємодією з рецепторами, втягнутими в здійснення їхніх фармакологічних ефектів.
В останні роки ряд раніше застосовувалися наркотичних анальгетиків, які володіють вираженим наркогенним потенціалом (текодін, гідрокодону фосфат, фенадон, деякі готові лікарські форми, які містять опій або кодеїн), виключені з номенклатури лікарських засобів.
Деякі знеболювальні препарати використовуються для зовнішнього застосування (бензокаїн, кокаїн, лідокаїн, прокаїн,тетракаїн та ін.). Вторинний знеболювальний ефект забезпечують препарати, які усувають спастичний стан кровоносних судин або м'язів (нітрогліцерин, атропін, платифілін та ін.). У хірургічній практиці широко застосовують препарати для запобігання болю (див. анестезія, наркоз).
У побуті помилково вважають спазмолітичні препарати анальгетиками.
| 1. Аналгезуюча активність, що виявляється при певних видах больових відчуттів, головним чином при невралгічних, м'язових, суглобових болях, при головному та зубному болю. При сильному болі, пов'язаної з травмами, порожнинними оперативними втручаннями вони практично неефективні. |
| 2. Відсутність пригнічувального впливу на дихальний і кашльовий центри. |
| 3. Жарознижувальна та протизапальна дія, що виявляється при гарячкових станах. |
| 4. Відсутність при їх застосуванні ейфорії і явищ психічної та фізичної залежності. |

НПЗП, попри відмінності хімічної будови, мають загальний механізм дії всіх ефектів (болезаспокійливого, протизапального, жарознижувального, антиагрегатного, десенсибілізуючого), в основі якого лежить пригнічуючий вплив на біосинтез простагландинів. НПЗП, блокуючи циклооксигеназу, знижують утворення простагландинів (E1, I2, F2a), тромбоксанов, в результаті гальмується розвиток запалення, болю і знижується підвищена температура тіла.
Існує 2 форми циклоокигеназ: ЦОГ-1 (конститутивна) та ЦОГ-2 (індуцибельна).
Механізм знеболюючої дії неопіоідних анальгетиків складається з двох компонентів:
- периферичний компонент: обумовлений пригніченням синтезу простагландинів (блокада ферменту циклооксигенази (ЦОГ), які беруть участь у формуванні запальної реакції будь-якого характеру. Здебільшого, цей механізм характерний для препаратів з групи похідних саліцилової кислоти і піразолону;
- центральний компонент: пов'язаний з гнітючою дією препаратів на синтез в структурах ЦНС специфічних простагландинів, які беруть участь як модулятори в регуляції деяких функцій ноцецептівной системи. Такий механізм характерніший для похідних пара-амінофенолу (вони практично не мають протизапальної дії).

Форма ЦОГ-1 синтезує простагландини, які регулюють функції гомеостазу людини. Здебільшого локалізована у нирках, слизовій шлунку, ендотелії та тромбоцитах, а тому бере участь в регуляції деяких важливих фізіологічних процесів, таких, як нирковий кровообіг, агрегація тромбоцитів, захист слизової оболонки шлунка. Тому поряд з аналгетичною і протизапольною дією НПЗП можуть призводити до побічних явищ і ускладнень: подразнення і ерозії слизової шлунка, зниження функції нирок, затримці води в організмі, підвищеної кровоточивості.
ЦОГ-2 — бере участь у синтезі простагландинів при запаленні. Селективні блокатори ЦОГ-2: мелоксикам, німесулід, целебрекс дещо поступаються за ефективністю кращим неселективних НПЗП, мають перевагу перед останніми завдяки менш вираженим гастротоксичним ефектом, але можуть сприяти підвищенню артеріального тиску, затримці рідини в організмі, можливі алергічні реакції. Широке застосування препаратів цієї групи стримується їхньою високою вартістю. При вживанні селективних інгібіторів ЦОГ-2 основним побічним ефектом є підвищення ризику тромбоутворення. Простагландини за допомогою ферменту ЦОГ-2 підвищують чутливість ноцицепторів й температуру тіла, знижують больовий поріг.
Препарати ЦОГ більшою мірою обмежують розвиток ексудативної та проліферативної фаз запалення, на альтерацію впливають мало.
Протизапальний ефект пов'язаний з тим, що ці препарати:
- Пригнічують утворення з арахідонової кислоти медіаторів болю, запалення і гарячки — простагландинів, внаслідок зниження активності ферменту ЦОГ-2.
- Пригнічують синтез і вивільнення медіаторів запалення (серотоніну та гістаміну) із стовбурових клітин.
- Пригнічують активність гіалуронідази — ферменту, який розщеплює гіалуронову кислоту, тим самим обмежують процес ексудації.
- Пригнічують синтез колагену фібробластами грануляційної тканини, пригнічують проліферативну фазу запалення.

Аналгетичний ефект виникає через 0,5-2 години, внаслідок провідної протизапальної дії. Основний компонент — периферичний (зменшення продукції альгогенів). Центральний компонент — пов'язаний з гальмуванням проведення больових імпульсів до кори головного мозку.
Класифікація НПЗП за ступенем селективності :
- Селективні інгібітори ЦОГ-1: низькі дози аспірину. При тривалому застосуванні сприяють розвитку гастроентеропатій з утворенням ерозій і пептичних виразок, інтерстиціального нефриту, геморагічних ускладнень.
- Неселективні інгібітори ЦОГ-1 і ЦОГ-2: диклофенак, кеторолак, ібупрофен, напроксен, кетопрофен, індометацин, етодолак, аспірин, парацетамол, метамізол, піроксикам, а також більшість інших сучасних НΠΒП.
- Селективні інгібітори ЦОГ-2: мелоксикам, німесулід. Вони призводять до мінімальної кількості побічних ефектів у порівнянні зі стандартними ΙΙΠΒΠ, але зберігається ризик розвитку їх при використанні у високих дозах.
- Специфічні інгібітори ЦОГ-2: целекоксиб, За своєю ефективністю вони не поступаються, а з безпеки значно перевершують вищевказані НПЗП. На жаль, відсутні ін'єкційні форми даних препаратів.

Порівняльна характеристика за силою дії НПЗП: 
1. Протизапальна активність: диклофенак натрію > індометацин > бутадіон > ібупрофен > напроксен = мелоксикам = целекоксиб = німесулід > ацетилсаліцилова кислота.
2. Анальгетична активність: кеторолак > диклофенак натрію > анальгін > індометацин > парацетамол > ібупрофен > бутадіон = мелоксикам = целекоксиб
Похідні піразолону. Метамізол натрію надає анальгетичну дію, порівняну з дією НПЗП, і відрізняється від останніх слабо вираженим протизапальним ефектом і наявністю невеликого спазмолітичного компонента. Препарат широко застосовується в деяких країнах завдяки ефективності при різних видах болю і доступний по ціні для населення. Побічні ефекти метамізолу можуть проявлятися алергічними реакціями різного ступеня вираженості, пригніченням кровотворення (гранулоцитопенія, особливо при тривалої терапії значними дозами), порушенням функції нирок (особливо у дегідратованих пацієнтів). Препарат відрізняється гарною розчинністю і біодоступністю, представлений у вигляді таблеток для прийому всередину і розчинів для ін'єкцій в ампулах для внутрішньом'язового та внутрішньовенного введення.
Похідні параацетамінофенола. Парацетамол чинить аналгетичний вплив без місцевого протизапального компонента, тому що має центральний механізм дії (зокрема гальмує продукцію ПГ на рівні спінальних структур ЦНС). У зв'язку з цим він не володіє властивою НПЗП побічною дією на слизову оболонку шлунково-кишкового тракту і не впливає на згортання крові. Парацетамол належить до неопіоідних анальгетиків, рекомендованих для лікування онкологічного болю, і широко застосовується як безрецептурний препарат при різних інших видах болю. Препарат метаболізується в печінці, виводиться нирками протягом 24 годин.

## Опіатні рецептори
Опіатні рецептори (опіоїдні рецептори) — самі, напевно, широко відомі нейромембранні молекули, інтерес до яких зумовлений ключовою ролю, яку вони відіграють у формуванні як больових, так і приємних відчуттів, а також наркотичної залежності, депресій, психозів, галюцинацій і станів зміненої свідомості.
| Рецептори | Функціональне значення                                                                       |
| μ         | Аналгезії, пригнічення дихання, ейфорія, розвиток залежності, седативний ефект, запори, міоз |
| κ         | Аналгезії, седативний ефект, психоміметична дію                                              |
| δ         | Аналгезії, ейфорія, порушення поведінки                                                      |
| σ         | Манія, почастішання дихання, галюцинації, мідріаз                                            |
| --------- | -------------------------------------------------------------------------------------------- |

Сила реакції μ-рецепторів на агоністи ранжується наступним чином: бета-ендорфін > динорфіни A > мет-енкефаліни > лей-енкефаліни; μ-рецептори особливо важливі для ноціцепції. Високий рівень цих рецпторов виявлений в таламусі, періакведуктальній сірій речовині і в дорсальному розі спинного мозку.
Неспецифічним антагоністом κ-рецепторів є налоксон. Відомо також, що бупренорфін є антагоністом к-ОР рецепторів. Рецептори каппа — опіатні рецептори, відповідальні, як вважають, за «класичні» ефекти опіоїдів (знеболювання, запор, пригнічення дихання) поряд із седативним ефектом і дією на ендокринну систему. Сила реакції κ-рецепторів на агоністи: динорфіни А > g-ендорфін > лей-енкефаліни = мет-енкефаліни. Каппа-рецептори представлені в нюхових областях мозку.
Реакції дельта-рецепторів: бета-ендорфін > лей-енкефаліни > мет-енкефаліни > динорфіни А; δ-рецептори рідкісніші, ніж μ, але легко виявляються в преоптичній області гіпоталамуса.
У механізмі дії опіоїдів важливе значення має пригнічувальний вплив на таламічні центри больової чутливості, що проводять больові імпульси до кори головного мозку.

## Механізм дії
Силу дії наркотичних анальгетиків зазвичай порівнюють з силою дії класичного опіоїду — морфіну. Найсильнішим наркотичним анальгетиком у світі є суфентаніл. Залежно від сили знеболювального ефекту, наркотичні анальгетики можна розділити наступним чином:
- Суфентаніл — в 500 разів сильніший за морфін.
- Реміфентаніл — в 200 разів сильніший за морфін.
- Фентаніл — в 100 разів сильніший за морфін.
- Алфентаніл — в 30 разів сильніший за морфін.

Порушення суммаційної здатності підпорогових больових імпульсів в thalamus opticus:
- Порушення міжнейронної передачі больових імпульсів від таламуса в кору головного мозку.
- Порушення сприйняття больового почуття (дія на кору).
- Стимуляція викиду ендогенних антіноціцептівних речовин (енкефалінів і ендорфінів)

«Мозаїчна дію» на ЦНС.
Пригнічуючий акт:
- Частоти і глибини дихання (дихальний центр).
- Кашель (кашльовий центр).
- Погіршення психоемоційної сфери (поверхневий сон).

Стимулюючий акт:
- Звуження зіниці (центр окорухового нерва).
- Брадикардия, бронхоспазм (центр блукаючого нерва).
- Ейфорія (стан повного психологічного комфорту, що супроводжується приємними емоційними і фізичними відчуттями).

Двоякий акт: блювотний центр (великі дози — збуджують, малі — пригнічують).

### Фармакологічні властивості
Наркотичних анальгетиків:
- болезаспокійлива дія;
- протикашльова;
- протиблювальна;
- пригнічення дихання;
- потенціонування наркотичних, снодійних та місцевоанестезуючих засобів;
- вплив на свідомість, настрій, емоції;
- гіпно-седативна дія;
- пригнічення функцій ССС: брадикардія і зниження АТ;
- зниження тонусу сечового міхура і затримка сечі;
- закрепи.

Ненаркотичних анальгетиків:
- спричинюють знеболення без пригнічення ЦНС, бо у них практично немає центральної (як у наркотичних анальгетиків) дії та знеболювання пов'язано, головним чином, з протизапальною дією. Для препаратів з мінімальною протизапальною активністю (парацетамол) актуальнішим є центральний механізм аналгезії;
- ефективні тільки при порушених функціях, таких як висока температура тіла чи запалення і практично не впливають на нормальні функції;
- не викликають ейфорії і пристрасті, тому можуть застосовуватися тривалий час;
- не пригнічують дихальний і судиноруховий центри;
- всі ці препарати мають різною мірою виражену знеболюючу, протизапальну, жарознижувальну і антиагрегантну дію.

Ефект проявляється, головним чином, при болях запального характеру (артрити, міозити, невралгії тощо).Основний механізм дії НПЗП пов'язаний з пригніченням ферменту циклооксигенази (ЦОГ) і гальмуванням утворення простагландинів (ПГ). Надлишкова продукція ПГ відбувається при порушенні клітинних мембран у результаті травми, запальних і пухлинних захворювань. ПГ є основним медіатором, який збуджує периферичні нервові закінчення і центральні сенсорні нейрони, пусковим фактором болю і запалення. НПЗП мають виражену аналгетичну і протизапальну дію за рахунок пригнічення продукції ПГ у вогнищі болю і запалення.

## Протипоказання при застосуванні анальгетиків
- Біль при хронічних захворюваннях.
- Діти до 2 років.
- У дітей від 2 до 6 років і у літніх людей — дуже обережно (можливе пригнічення дихального центру).
- Вагітність, лактація.
- Знеболювання пологів (пригнічення дихального центру плода), крім промедолу.
- Черепно-мозкові травми, крововилив у мозок (через підвищення внутрішньочерепного тиску).
- Захворювання, які супроводжуються пригніченням дихального центру, пошкодження органів дихальної системи, бронхіальна астма.
- Пригнічення центральної нервової системи (ЦНС) будь-якого генезу.
- Порушення кровообігу.
- Важка ниркова і печінкова недостатність.
- Одночасний прийом інгібіторів МАО (та 2 тижні після їх відміни).
- Епілепсія.

Протипоказанняи і обмеження до призначення неопіоідних анальгетиків: для НПЗП — виразкова хвороба, бронхіальна астма, ниркова недостатність, гіповолемія, тромбоцитопенія, геморагічні прояви. Протипоказаннями до призначення будь-якого з неопіоідних і опіоїдних анальгетиків є непереносимість хворим конкретного препарату.

## Передозування та перша допомога при отруєнні
Антидот, на випадок передозування наркотичними речовинами — налоксон та налтрексон. Застосовують при загрозі зупинки дихання, різкому падінні артеріального тиску, тахікардії, та інших проявів, після застосування наркотичних речовин. Особливим також є те, що опіатні рецептори зв'зуються не тільки з наркотиками, але і з алкоголем, й при його застосуванні може припинити сильне алкогольне сп'яніння.
Тактика:
- налоксон 0,4-1,2 мг в/в (антагоніст опіоїдних рецепторів);
- промивання шлунка 0,05-0,1 % розчином KMnO4 (морфін може секретироваться залозами шлунка і повторно всмоктуватися), сорбенти (активоване вугілля);
- Сульфат атропіну, щоб усунути вагусні ефекти, спазмолітики для профілактики бронхоспазма;
- катетеризація сечового міхура;
- сольові проносні, форсований діурез.

Надалі проводять лікування, наприклад, в разі ускладнень, таких як міоренальний синдром гемодіаліз і його модифікації, плазмаферез треба застосовувати насамперед. Дуже важливим є включення в комплекс детоксикаційних заходів методів фізіогемотерапії (УФО та лазерне опромінення крові), а також непрямого електрохімічного окислення крові.
Антидотну терапію рекомендовано практично тільки при отруєнні опіатами.
Детоксикаційна терапія. Крім антидотної детоксикації в токсикогенній стадії певну роль грає форсований діурез, обсяг якого буде визначатися тяжкістю отруєння. Форсований діурез проводиться за звичайною схемою з підвищенням лужності плазми крові. У разі тяжкого отруєння або при поєднанні прийому опіатів з іншими психотропними лікарськими засобами рекомендовано проведення сорбційної детоксикації гемодіалізу. При пероральному прийомі наркотику, а також при одночасному використанні для посилення ефекту психотропних лікарських засобів необхідно промивання шлунка, гастроентеросорбція, фармакологічна стимуляція кишки, а у тяжких випадках (кома) пріоритетним є кишковий лаваж.

### Побічні ефекти

#### Для наркотичних анальгетиків
- пригнічення дихання;
- блювання (збудження пускової зони блювотного рефлексу);
- брадикардія (підвищення тонусу центру блукаючого нерву);
- атонія ШКТ і спазм сфінктерів, запори;
- підвищення тонусу гладкої мускулатури сечовивідної системи і жовчного міхура (затримка сечі, холестаз);
- бронхоспазм;
- залежність — наркоманія.

Найбільш небезпечним побічним ефектом наркотичних аналгетиків являється — морфінізм. Відбувається активізація в корі головного мозку центрів задоволення і радості, пригнічення переживань. Створюється стан блаженства, відчуженості, відсутність проблем. Сон при введенні морфіну барвистий, веселковий, зі сновидіннями.

#### Для ненаркотичних анальгетиків
- затримка натрію та води і, як наслідок, підвищення АТ;
- схильність до кровотеч;
- стоматит, васкуліт, панкреатит;
- алергічні реакції (свербіж, висипання на шкірі, бронхоспазм, анафілактичний шок, набряк Квінке);
- небезпечна побічна дія похідних піразолону — гематотоксичність;
- неврологічні: головний біль, запаморочення;
- диспепсія, ерозії і виразки шлунка, кишки;
- гепатотоксичність (підвищення печінкових ферментів);
- нефротоксичність (порушення клубочкової фільтрації, набряки);
- лейкопенія, тромбоцитопенія.